# Louis-Alexandre des Friches de Menneval
Louis-Alexandre des Friches de Menneval (16?–1703) fut gouverneur de l'Acadie de 1687-1690.

## Biographie
Peu est connu de sa vie antérieure. Il servit dans l'armée française en France avec distinction et reçut d'Henri de La Tour d'Auvergne, vicomte de Turenne louange et égard.
Friches de Menneval fut nommé gouverneur de l'Acadie le 1er mars 1687. Il remplaça François-Marie Perrot sur les recommandations du Marquis de Chevry. À cette époque, il était toujours lieutenant d'une compagnie militaire. Il devait encourager la colonisation et l'agriculture dans la région, et empêcher les Anglais de commercer et de pêcher dans cette juridiction acadienne.  Il fut aussi impliqué dans l'investigation sur les activités du gouverneur précédent.
Friches de Menneval arriva à Port-Royal plus tard dans son terme de gouverneur, et il devait renforcer le fort, qui offrait peu de protection contre les Anglais.  Il recommanda qu'un nouveau fort fut construit, donc le Fort Pentagouet fut construit sur les bords de la rivière Pentagouet.  Une série de contretemps empêchèrent la progression dans la construction du fort pendant deux ans.  En 1689, l'Angleterre déclara la guerre contre la France, et les pauvres Acadiens, peu fortifiés, étaient dans une position très vulnérable. 
En raison des attaques des colonies anglaises par Frontenac, Gouverneur général de la Nouvelle-France durant l'hiver de 1689-90, les colonies anglaises attaquèrent Port-Royal sous les commandement de William Phips, et Menneval n'eut pas le choix que d’abandonner Port-Royal sans bain de sang.
Louis-Alexandre des Friches de Menneval n'a pas eu beaucoup de succès comme gouverneur. Le succès aurait nécessité un courage exceptionnel et des talents que Menneval n'avait pas, en plus d'un faible soutien durant son mandat qui se déroula dans des temps très difficiles. Il fut remplacé par Joseph Robineau de Villebon, un gouverneur auquel il apporta son soutien.